# Докмеджян, Джордж
Гурген Джордж Докмеджян младший (англ. Courken George Deukmejian, Jr.; 6 июня 1928, Минэндс, Нью-Йорк — 8 мая 2018, Лонг-Бич, Калифорния) — американский политик-республиканец армянского происхождения, 35-й губернатор Калифорнии (1983—1991) и бывший Генеральный прокурор Калифорнии (1979—1983).

## Биография
Родился в городе Минэндс (штат Нью-Йорк) в семье армян, эмигрировавших из Османской империи в 1915-1920 годах. Его отец Гурген Докмеджян был торговцем коврами из Айнтапа. После иммиграции в США он женился на Элис Гаирдян, из Эрзурума. Оба они пережили Геноцид. 
В 1949 году Джордж окончил Колледж Сиены со степенью бакалавра искусств по социологии. Был волонтёром в Красном Кресте. В 1952 году получил степень доктора права в Университете Святого Иоанна в Нью-Йорке. С 1953 по 1955 год служил в Армии США, был военным юристом в штабе Верховного главнокомандующего объединёнными вооружёнными силами в Европе (Париж).
В 1955 году Докмеджян переехал в Калифорнию, занимался частной юридической практикой в городе Лонг-Бич. В 1962 году он был избран в Ассамблею Калифорнии, в 1966 году — в Сенат Калифорнии, c 1970 года — лидер сенатского большинства.
В 1978 году победил на выборах генерального прокурора Калифорнии и занимал эту должность с 1979 по 1983 год. Возглавил масштабный поход против транснациональных синдикатов, занимающихся торговлей марихуаной и кокаином. Был активным сторонником сохранения смертной казни и противником употребления каннабиса.
В 1982 году Докмеджян был избран губернатором Калифорнии, одержав победу над мэром Лос-Анджелеса, демократом Томом Брэдли (вступил в должность 3 января 1983 г.). Занимал пост губернатора Калифорнии до 1991 года. В 1985 году по инициативе Докмеджяна 24 апреля было объявлено в штате Калифорния Днём памяти Геноцида армян. В 1990 году Докмеджян специальной декларацией объявил 24 апреля Государственным днем памяти и призвал все человечество присоединиться к дани памяти армянских жертв.
С 2005 года — член совета директоров Института Зорян.
Был женат на Глории Саатжян, имел двух дочерей и сына.